# Paper Planes (film)
Pour les articles homonymes, voir Paper Planes.
Pour plus de détails, voir Fiche technique et Distribution.
Paper Planes est un film australien, sorti en 2014. Le film reçu 5 nominations aux Australian Academy of Cinema and Television Arts Awards.

## Fiche technique
- Titre français : Paper Planes
- Réalisation : Robert Connolly
- Scénario : Robert Connolly et Steve Worland
- Musique : Nigel Westlake
- Pays d'origine : Australie
- Date de sortie : 2014

## Distribution
- Sam Worthington : Jack
- Ed Oxenbould : Dylan
- Deborah Mailman : Maureen
- Ena Imai : Kimi
- Nicholas Bakopoulos-Cooke : Jason
- Julian Dennison : Kevin
- Terry Norris : Grand-père
- Peter Rowsthorn : Mr. Hickenlooper
- David Wenham : Patrick
- Nicole Trunfio : Cindy, la mère de Dylan